# Уса (город)
Уса (яп. 宇佐市 Уса-си) — город в Японии, находящийся в префектуре Оита. Площадь города составляет 439,12 км², население — 56 843 человека (1 августа 2014), плотность населения — 129,45 чел./км².

## Географическое положение
Город расположен на острове Кюсю в префектуре Оита региона Кюсю. С ним граничат города Беппу, Накацу, Бунготакада, Кицуки, Юфу и посёлки Хидзи, Кусу.

## Население
Население города составляет 56 843 человека (1 августа 2014), а плотность — 129,45 чел./км². Изменение численности населения с 1980 по 2005 годы:
| 1980 | 67 811 чел. |  |
| 1985 | 67 960 чел. |  |
| 1990 | 65 541 чел. |  |
| 1995 | 63 819 чел. |  |
| 2000 | 62 349 чел. |  |
| 2005 | 60 809 чел. |  |

## Символика
Деревом города считается Quercus gilva, цветком — рододендрон.

## В культуре
Существует легенда о том, что товары, произведённые в городе Уса (англ. Usa), ввозились в США помеченными «Made in USA» (с англ. — «Произведено в США»), и что город был переименован с этой целью. Американский сайт Snopes.com называет это ложью.